# 阿蒙森冰川
阿蒙森冰川（85°35′S 159°00′W / 85.583°S 159.000°W）是南極洲的主要冰川之一，長128公里（80英里）、寬6至10公里（4至6英里）。發源自南極高原并向西及向南覆盖了尼爾森高原。最终其从毛德王后山脈间流出，并流入羅斯冰架。
該冰川在1929年11月由美國探險家Rear Admiral Byrd在南极飞行中發現。其被以第一位到达南极点的探险家罗尔德·亚孟森命名。